# Godesdiu

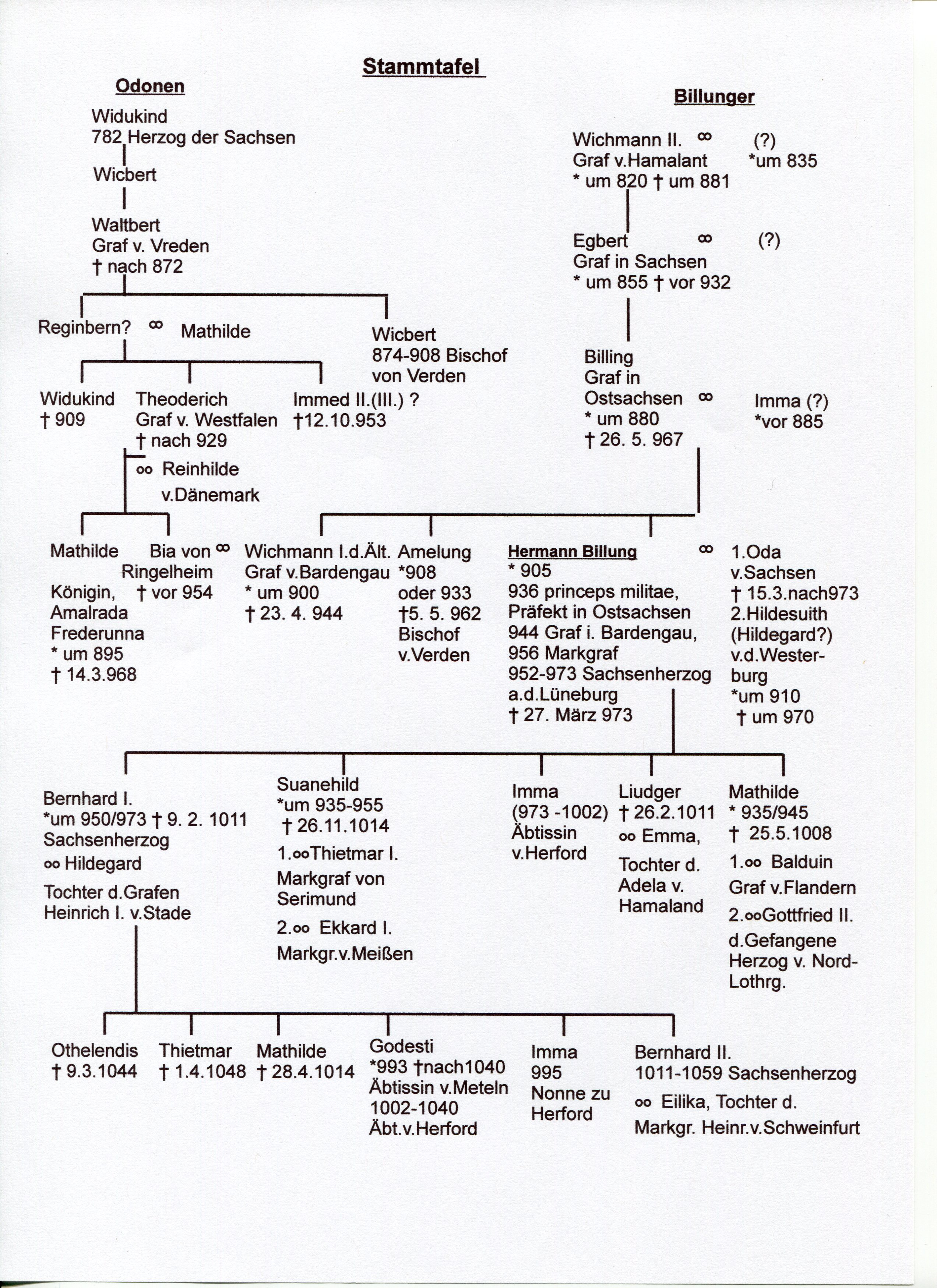
Stammtafel mit angeblicher Abstammung

Godesdiu (auch Gedesdiu und Godesti) († 1041/1042) war seit 1002 Äbtissin des Damenstifts Herford und Gründerin des Stifts auf dem Berge. Möglicherweise war sie schon zuvor Äbtissin im Stift Metelen.

## Leben
Sie stammte aus der Familie der Billunger und war Tochter von Herzog Bernhard I. und Schwester von Herzog Bernhard II.
Nicht völlig klar ist, ob sie identisch ist mit der gleichnamigen Äbtissin von Metelen. In Metelen wurde eine Äbtissin mit dem Namen Godesdiu 993 von Otto III. zur Äbtissin bestellt. Genannt wurden anlässlich der Schenkung eines Hofes bei Beckum an das Domstift Münster auch zwei weitere Schwestern.
In Herford war sie Nachfolgerin der ebenfalls zur Familie der Billunger gehörenden Imma II. Diese ist nicht zu verwechseln mit einer Schwester von Godesdiu ebenfalls mit dem Namen Imma, die auch Stiftsdame in Herford war und die in einer Urkunde Ottos III. erwähnt wird. 
Zu ihrer Zeit als Äbtissin wurde das Stift von ihrem Bruder Thietmar überfallen und ausgeraubt. Dieser hatte sich vor einer vom Paderborner Bischof Meinwerk geleiteten Synodalversammlung zu verantworten und musste Buße geloben. 
An einer Stelle in der Nähe des Stifts hatte einige Jahrzehnte zuvor zur Zeit der Äbtissin Imma I. eine Marienerscheinung stattgefunden. der Platz war seither Ziel von Wallfahrten. Sie gründete 1011 an dieser Stelle mit dem Stift auf dem Berge ein neues Damenstift, das vor allem Frauen aus dem niederen Adel aufnehmen sollte. Als Gründerin des Stifts wurde sie ausdrücklich in einer Urkunde von Bischof Bernhard I. von Oesede aus dem Jahr 1151 erwähnt. In dem Text wurden ihre Güterschenkungen wie auch die ihrer Nachfolgerinnen bestätigt. In der Stiftskirche erinnert eine Inschrift an die Gründerin.